# Western științifico-fantastic
Science fiction western este o lucrare de ficțiune care conține elemente science fiction în cadrul unui univers western. Science fiction Western este diferit de Space Western, care este o poveste de frontieră western-americană, excepție fiind transpunerea acțiunii în spațiul cosmic. 
O lucrare science fiction western are loc în trecut sau într-o lume asemănătoare cu trecutul, în care tehnologia modernă sau viitoare există. Tehnologia anacronică este prezentă în aceste povestiri, deoarece paradigme științifice au avut loc mai devreme în istorie, dar sunt puse în aplicare prin intermediul elementelor industriale prezente la acel moment, sau pentru că tehnologia este adusă dintr-un alt timp sau loc. De multe ori genul science fiction western se suprapune cu Steampunk.

## Exemple
Filmul serial The Phantom Empire din 1935 poate fi considerat primul western științifico-fantastic. De atunci, Western-uri științifico-fantastice au apărut în filme, televiziune, romane, cărți de benzi desenate și alte arte vizuale. Având în vedere că elementele caracteristice ale științifico-fantastic-ului pot apărea în orice combinație, științifico-fantastic-ul se pretează la asociere cu alte genuri . În 1953, J. B. Priestley a descris Western-ul ca fiind unul dintre cele trei tipuri de science-fiction.
| - The Dark Tower series de Stephen King (1982-2004) - Doctor Who:Peacemaker de James Swallow (2007) - Terminal World de Alastair Reynolds (2010) - "Frontier Earth" de Bruce Boxleitner (1999) - "Searcher" de Bruce Boxleitner (2001) - Daisy Kutter de Kazu Kibuishi - Lone by Stuart Moore and Jerome Opena - Iron West de Doug Tennapel - Cowboys & Aliens by Scott Mitchell Rosenberg - The Beast of Hollow Mountain (1956) - Jesse James Meets Frankenstein's Daughter (1966) - The Valley of Gwangi (1969): cowboys de la înc. sec XX. vânează T-rex. - Lumea roboților (1973) - Timerider: The Adventure of Lyle Swann (1982) - Back to the Future Part III (1990) - Wild Wild West (1999) - Tremors 4: The Legend Begins (2004): Un oraș de frontieră descoperă monștri. - Serenity (film) (2005) - Ghost Rider (2007) - Cowboys & Aliens (2011) - Turnul întunecat (2017) | - The Wild Wild West (1965-69) - Doctor Who:The Gunfighters (1966) - The Time Tunnel: Massacre, The Alamo, Visitors from Beyond the Stars și Billy the Kid (1966/67) - Star Trek:Spectre of the Gun (1968) - Outlaws (1986/87) - The Adventures of Brisco County, Jr. (1993/94) - Legend (1995) - "Red Dwarf:Gunmen of the Apocalypse" (1993) - Cowboy Bebop de Shinichirō Watanabe (1998) - Firefly de Joss Whedon (2002) - Trigun de Yasuhiro Nightow (1998) - Westworld (din 2016) - The Phantom Empire - Blood Bros. - Darkwatch - Deadlands - Gunman Chronicles - Starcraft 2 - Tin Star - Wild Arms - Wild Guns - Fallout: New Vegas |